# Volleybal op de Europese Spelen 2015 (mannen)
Het indoor volleybal toernooi voor mannen tijdens de Europese Spelen 2015 in Bakoe, Azerbeidzjan van 13 tot en met 28 juni was een van de onderdelen tijdens het evenement volleybal.

## Kwalificatie
De volgende teams hadden zich voor dit toernooi gekwalificeerd:
| Kwalificatiemethode  | Aantal | Land                                                                     |
| -------------------- | ------ | ------------------------------------------------------------------------ |
| Gastland             | 1      | Azerbeidzjan                                                             |
| CEV Europese Ranking | 9      | Rusland Italië Servië Polen Bulgarije Duitsland Frankrijk Finland België |
| CEV Ranking lijst    | 2      | Slowakije Turkije                                                        |
| Totaal               | 12     |                                                                          |

## Indeling teams
De teams die meededen aan dit onderdeel zijn als volgt ingedeeld.
| Land         | Spelers | Land      | Spelers | Land      | Spelers |
| ------------ | --- | --------- | --- | --------- | --- |
| Azerbeidzjan | Asif Aliyev Tural Hasanli Aleksey Cheryakov Javid Suleymanov Vadim Kutukov Emil Abdullay Kanan Allahverdiyev Farid Jalalov Parviz Samadov Vugar Bayramov Yevqeniy Kovalenko Dmitriy Obodnikov Rasul Ibragimov Elmin Alishanov | Rusland   | Igor Kobzar Igor Filippov Alexander Gutsalyuk Aleksey Kabshov Anton karpukhov Yahor Kliuka Dmitry Kovalev Alexander Markin Roman Martynyuk Artem Smolyar Ilia Vlasov Dmitri Volkov Maksim Zhigalov Victor Poletaev           | Italië    | Andrea Galliani Fabio Ricci Thomas Beretta Marco Falaschi Elia Bossi Jaxopo Masseri Tiziano Mazzone Gabriele Nelli Nicola Pesaresi Alessandro Preti Giacomo Raffaelli Luca Spirito                                                            |
| Servië       | Dejan Radic Lazar Koprivica Maksim Buculjevic Dusan Petkovic Filip Stoilović Konstantin Cupkovic Milorad Kapur Milan Rasic Marko Nikolic Dusan Lopar Petar Krsmanovic Drazen Luburic Goran Skundric Mihajlo Mitic             | Polen     | Szymon Romac Adrian Buchowski Dawid Dryja Wojciech Ferens Bartlomiej Crzechnik Michal Kedzierski Dawid Knonarski Adam Kowalski Jan Nowakowski Aleksander Sliwka Artur Szalpuk Pawel Woicki Damian Wojtaszek Grzegorz Kosok   | Bulgarije | Todor Aleksiev Borislav Apostolov Martin Bozhilov Georgi Bratoev Valentin Bratoev Velizar Chernokozhev Dobromir Dimitrov Svetoslav Gotsev Branimir Grozdanov Jani Jeliazkov Petar Karakashev Nikolay Nikolov Rozalin Penchev Ventsislav Ragin |
| Duitsland    | Michael Andrei Marcus Bohme Tim Broshog Christian Fromm Bjorn Hohne Denys Kaliberda Lukas Kampa Sebastian Kuhner Jochen Schops Tom Strohbach Ferdinand Tille Jan Zimmermann                                                   | Frankrijk | Petelo Kolokilagi Nicolas Gardien Baptiste Geiler Guillaume Quesque Trevor Clevenot Nicolas Rossard Raphael Corre Thibault Rossard Quentin Jouffroy Jonas Aguenier Toafa Takaniko Steve Peironet Philippe Tuitoga Jhon Wendt | Finland   | Lauri Jylha Samuli Kaislasalo Toni Kankaanpaa Markus Kaurto Tuomas Koppanen Akseli Lankinen Antti Leppala Aleksi Mutka Petteri Penttinen Ossi Rumpunen Joni Savimaki Jani Sippola Antti Vallin Karl Kulaots                                   |
| België       | Dries Heyrman Jolan Cox Sander Depovere Niels Huysegoms Lou Kindt Yves Kruyner François Lecat Florian Malisse Jelle Ribbens Tomas Rousseaux Lowie Stuer Arno Van de Velde Robbe Vandeweyer Simon Peeters                      | Slowakije | Thomas Halanda Lubos Macko Stefan Chrtiansky Michal Hruska Boris Kempa Thomas Krisko Marcel Lux Peter Mlynarcik Peter Ondrovic Rodaslav Presinsky Martin Vydareny Juraj Zatko Daniel Koncal                                  | Turkije   | Yigit Gulmezoglu Ahmet Karatas Ahmet Tocoglu Abdullah Cam Ibrahim Emet Ediz Firincioglu Selcuk Keskin Mustafa Koc Burak Mert Ufuk Minici Caner Peksen Vahit Savas Burutay Subasi Izzet Unver                                                  |

## Pool competitie
De poolen waren ingedeeld aan de hand van de hoogte waar het land zich bevond op de internationale ranking op 1 januari 2015. 
| Pool A                  | Pool B        |
| ----------------------- | ------------- |
| Azerbeidzjan (Gastland) | Rusland (1)   |
| Servië (3)              | Italië (2)    |
| Polen (4)               | Bulgarije (5) |
| Frankrijk (7)           | Duitsland (6) |
| Finland (8)             | België (9)    |
| Turkije (13)            | Slovenië (10) |

## Voorrondes
- Alle tijden zijn in Azerbeidzjaanse Zomertijd

### Pool A
|        |              | Punten | Wedstrijden | Wedstrijden | Wedstrijden | Sets | Sets | Sets  | Punten | Punten | Punten |
| Plaats | Land         | Punten | Ges.        | Gwn.        | Vrl.        | Gwn. | Vrl. | Gem.  | Gwn.   | Vrl.   | Gem.   |
| ------ | ------------ | ------ | ----------- | ----------- | ----------- | ---- | ---- | ----- | ------ | ------ | ------ |
| 1.     | Polen        | 12     | 5           | 5           | 0           | 15   | 6    | 2,5   | 464    | 401    | 1,157  |
| 2.     | Frankrijk    | 12     | 5           | 4           | 1           | 15   | 5    | 2,8   | 431    | 381    | 1,131  |
| 3.     | Turkije      | 9      | 5           | 3           | 2           | 11   | 9    | 1,222 | 449    | 414    | 1,085  |
| 4.     | Servië       | 8      | 5           | 2           | 3           | 11   | 9    | 1,222 | 430    | 419    | 1,026  |
| 5.     | Finland      | 2      | 5           | 1           | 4           | 3    | 14   | 0,214 | 334    | 403    | 0,829  |
| 6.     | Azerbeidzjan | 2      | 5           | 0           | 5           | 4    | 15   | 0,267 | 356    | 446    | 0,798  |

| Datum   | Tijd      | Team 1       | Stand | Team 2       | Set 1 | Set 2 | Set 3 | Set 4 | Set 5 | Totaal  | Verslag |
| ------- | --------- | ------------ | ----- | ------------ | ----- | ----- | ----- | ----- | ----- | ------- | ------- |
| 14 juni | 11:00 uur | Servië       | 1 - 3 | Turkije      | 15-25 | 21-25 | 20-25 | 18-25 | -     | 78-96   | [ 1 ]   |
| 14 juni | 16:30 uur | Azerbeidzjan | 2 - 3 | Finland      | 25-22 | 25-21 | 18-25 | 18-25 | 13-15 | 99-108  | [ 2 ]   |
| 14 juni | 22:00 uur | Polen        | 3 - 2 | Frankrijk    | 25-27 | 25-20 | 25-20 | 10-25 | 15-10 | 100-102 | [ 3 ]   |
| 16 juni | 11:00 uur | Finland      | 0 - 3 | Frankrijk    | 24-26 | 23-25 | 23-25 | -     | -     | 70-76   | [ 4 ]   |
| 16 juni | 14:30 uur | Turkije      | 2 - 3 | Polen        | 20-25 | 19-25 | 30-28 | 25-22 | 13-15 | 107-115 | [ 5 ]   |
| 16 juni | 22:00 uur | Azerbeidzjan | 0 - 3 | Servië       | 22-25 | 18-25 | 19-25 | -     | -     | 59-75   |         |
| 18 juni | 14:30 uur | Finland      | 0 - 3 | Turkije      | 14-25 | 16-25 | 13-25 | -     | -     | 43-75   |         |
| 18 juni | 16:30 uur | Azerbeidzjan | 0 - 3 | Frankrijk    | 17-25 | 16-25 | 18-25 | -     | -     | 51-75   |         |
| 18 juni | 22:00 uur | Servië       | 2 - 3 | Polen        | 25-13 | 25-21 | 15-25 | 23-25 | 9-15  | 97-99   |         |
| 20 juni | 09:00 uur | Frankrijk    | 3 - 0 | Turkije      | 25-23 | 25-19 | 25-16 | -     | -     | 75-58   |         |
| 20 juni | 14:30 uur | Servië       | 3 - 0 | Finland      | 25-16 | 28-26 | 25-20 | -     | -     | 78-62   |         |
| 20 juni | 20:00 uur | Polen        | 3 - 0 | Azerbeidzjan | 25-14 | 25-13 | 25-17 | -     | -     | 75-44   |         |
| 22 juni | 09:00 uur | Polen        | 3 - 0 | Finland      | 25-21 | 25-20 | 25-10 | -     | -     | 75-51   |         |
| 22 juni | 16:30 uur | Frankrijk    | 3 - 2 | Servië       | 21-25 | 17-25 | 25-23 | 25-18 | 25-11 | 103-102 |         |
| 22 juni | 20:00 uur | Turkije      | 3 - 2 | Azerbeidzjan | 25-18 | 25-17 | 22-25 | 21-25 | 20-18 | 113-103 |         |

### Pool B
|        |           | Punten | Wedstrijden | Wedstrijden | Wedstrijden | Sets | Sets | Sets  | Punten | Punten | Punten |
| Plaats | Land      | Punten | Ges.        | Gwn.        | Vrl.        | Gwn. | Vrl. | Gem.  | Gwn.   | Vrl.   | Gem.   |
| ------ | --------- | ------ | ----------- | ----------- | ----------- | ---- | ---- | ----- | ------ | ------ | ------ |
| 1.     | Duitsland | 12     | 5           | 4           | 1           | 13   | 3    | 4,333 | 391    | 330    | 1,185  |
| 2.     | Rusland   | 12     | 5           | 4           | 1           | 13   | 5    | 2,600 | 438    | 384    | 1,141  |
| 3.     | Bulgarije | 11     | 5           | 4           | 1           | 12   | 7    | 1,714 | 445    | 406    | 1,096  |
| 4.     | Slowakije | 6      | 5           | 2           | 3           | 7    | 11   | 0,636 | 378    | 427    | 0,885  |
| 5.     | België    | 3      | 5           | 1           | 4           | 6    | 14   | 0,429 | 391    | 461    | 0,848  |
| 6.     | Italië    | 1      | 5           | 0           | 5           | 4    | 15   | 0,267 | 421    | 450    | 0,923  |

| Datum   | Tijd      | Team 1    | Stand | Team 2    | Set 1 | Set 2 | Set 3 | Set 4 | Set 5 | Totaal | Verslag |
| ------- | --------- | --------- | ----- | --------- | ----- | ----- | ----- | ----- | ----- | ------ | ------- |
| 14 juni | 09:00 uur | Slowakije | 3 - 1 | Italië    | 25-23 | 25-22 | 22-25 | 25-21 | -     | 97-91  |         |
| 14 juni | 14:30 uur | België    | 2 - 3 | Bulgarije | 16-25 | 25-23 | 20-25 | 25-23 | 11-15 | 97-111 |         |
| 14 juni | 20:00 uur | Duitsland | 1 - 3 | Rusland   | 20-25 | 25-20 | 23-25 | 21-25 | -     | 89-95  |         |
| 16 juni | 09:00 uur | Rusland   | 3 - 0 | België    | 25-18 | 25-18 | 25-23 | -     | -     | 75-59  | [ 6 ]   |
| 16 juni | 16:30 uur | Duitsland | 3 - 0 | Slovenië  | 25-15 | 25-18 | 25-23 | -     | -     | 75-56  |         |
| 16 juni | 20:00 uur | Bulgarije | 3 - 1 | Italië    | 25-21 | 22-25 | 34-32 | 25-19 | -     | 106-97 |         |
| 18 juni | 09:00 uur | Bulgarije | 0 - 3 | Duitsland | 20-25 | 18-25 | 22-25 | -     | -     | 60-75  |         |
| 18 juni | 11:00 uur | Rusland   | 3 - 1 | Slowakije | 24-26 | 25-17 | 25-18 | 25-20 | -     | 99-81  |         |
| 18 juni | 20:00 uur | Italië    | 2 - 3 | België    | 24-26 | 25-16 | 19-25 | 25-12 | 13-15 | 106-94 |         |
| 20 juni | 11:00 uur | Slowakije | 3 - 1 | Rusland   | 25-22 | 19-25 | 25-21 | 25-19 | -     | 94-87  |         |
| 20 juni | 16:30 uur | Rusland   | 1 - 3 | Bulgarije | 22-25 | 25-18 | 23-25 | 17-25 | -     | 87-93  |         |
| 20 juni | 22:00 uur | Duitsland | 3 - 0 | Italië    | 25-18 | 25-22 | 27-25 | -     | -     | 77-65  |         |
| 22 juni | 11:00 uur | België    | 0 - 3 | Duitsland | 21-25 | 11-25 | 21-25 | -     | -     | 53-75  |         |
| 22 juni | 14:30 uur | Bulgarije | 3 - 0 | Slowakije | 25-14 | 25-17 | 25-19 | -     | -     | 75-50  |         |
| 22 juni | 22:00 uur | Italië    | 0 - 3 | Rusland   | 17-25 | 15-25 | 30-32 | -     | -     | 62-82  |         |

## Knock-outfase
|  | Kwartfinale 24 juni | Kwartfinale 24 juni | Kwartfinale 24 juni | Kwartfinale 24 juni | Kwartfinale 24 juni | Kwartfinale 24 juni | Kwartfinale 24 juni |    |         | Halve finale 26 juni | Halve finale 26 juni | Halve finale 26 juni | Halve finale 26 juni | Halve finale 26 juni | Halve finale 26 juni | Halve finale 26 juni |                      |    | Finale 28 juni | Finale 28 juni | Finale 28 juni | Finale 28 juni | Finale 28 juni | Finale 28 juni | Finale 28 juni |
|  |                     |                     |                     |                     |                     |                     |                     |    |         |                      |                      |                      |                      |                      |                      |                      |                      |    |                |                |                |                |                |                |                |
|  | A1                  | Polen               | 25                  | 25                  | 25                  | -                   | -                   |    |         |                      |                      |                      |                      |                      |                      |                      |                      |    |                |                |                |                |                |                |                |
|  | B4                  | Slowakije           | 16                  | 23                  | 19                  | -                   | -                   |    |         |                      |                      |                      |                      |                      |                      |                      |                      |    |                |                |                |                |                |                |                |
|  | B4                  | Slowakije           | 16                  | 23                  | 19                  | -                   | -                   |    | A1      | Polen                | 14                   | 25                   | 22                   | 25                   | 13                   |                      |                      |    |                |                |                |                |                |                |                |
|  |                     |                     |                     |                     |                     |                     |                     |    | A1      | Polen                | 14                   | 25                   | 22                   | 25                   | 13                   |                      |                      |    |                |                |                |                |                |                |                |
|  |                     | B3                  | Bulgarije           | 25                  | 19                  | 25                  | 23                  | 15 |         |                      |                      |                      |                      |                      |                      |                      |                      |    |                |                |                |                |                |                |                |
|  | A3                  | B3                  | Bulgarije           | 25                  | 19                  | 25                  | 23                  | 15 | Turkije | 26                   | 19                   | 17                   | 20                   | -                    |                      |                      |                      |    |                |                |                |                |                |                |                |
|  | A3                  |                     |                     |                     |                     |                     |                     |    | Turkije | 26                   | 19                   | 17                   | 20                   | -                    |                      |                      |                      |    |                |                |                |                |                |                |                |
|  | B3                  | Bulgarije           | 24                  | 25                  | 25                  | 25                  | -                   |    |         |                      |                      |                      |                      |                      |                      |                      |                      |    |                |                |                |                |                |                |                |
|  |                     |                     |                     |                     |                     |                     |                     |    |         |                      |                      |                      |                      |                      |                      |                      |                      |    | B3             | Bulgarije      | 16             | 18             | 31             | 21             | -              |
|  |                     |                     | B1                  | Duitsland           | 25                  | 25                  | 29                  | 25 | -       |                      |                      |                      |                      |                      |                      |                      |                      |    |                |                |                |                |                |                |                |
|  | A2                  | Frankrijk           | 23                  | 23                  | 22                  | -                   | -                   |    |         |                      |                      |                      |                      |                      |                      |                      |                      |    |                |                |                |                |                |                |                |
|  | B2                  | Rusland             | 25                  | 25                  | 25                  | -                   | -                   |    |         |                      |                      |                      |                      |                      |                      |                      |                      |    |                |                |                |                |                |                |                |
|  | B2                  | Rusland             | 25                  | 25                  | 25                  | -                   | -                   |    | B2      | Rusland              | 17                   | 25                   | 18                   | 18                   | -                    |                      |                      |    |                |                |                |                |                |                |                |
|  |                     |                     |                     |                     |                     |                     |                     |    | B2      | Rusland              | 17                   | 25                   | 18                   | 18                   | -                    |                      |                      |    |                |                |                |                |                |                |                |
|  |                     | B1                  | Duitsland           | 25                  | 18                  | 25                  | 25                  | -  |         |                      | Troostfinale 28 juni | Troostfinale 28 juni | Troostfinale 28 juni | Troostfinale 28 juni | Troostfinale 28 juni | Troostfinale 28 juni | Troostfinale 28 juni |    |                |                |                |                |                |                |                |
|  | A4                  | B1                  | Duitsland           | 25                  | 18                  | 25                  | 25                  | -  | Servië  | 24                   | Troostfinale 28 juni | Troostfinale 28 juni | Troostfinale 28 juni | Troostfinale 28 juni | Troostfinale 28 juni | Troostfinale 28 juni | Troostfinale 28 juni | 24 | 17             | -              | -              |                |                |                |                |
|  | A4                  |                     |                     |                     |                     |                     |                     |    | Servië  | 24                   |                      |                      |                      |                      |                      |                      |                      | 24 | 17             | -              | -              |                |                |                |                |
|  | B1                  | Duitsland           | 26                  | 26                  | 25                  | -                   | -                   |    |         |                      |                      |                      |                      |                      |                      |                      |                      |    | A1             | Polen          | 24             | 25             | 23             | 23             | -              |
|  |                     |                     |                     |                     |                     |                     |                     |    |         |                      |                      |                      |                      |                      |                      |                      |                      |    | B2             | Rusland        | 26             | 23             | 25             | 25             | -              |

### Kwartfinales
| Datum   | Tijd      | Team 1    | Score | Team 2    | Set 1 | Set 2 | Set 3 | Set 4 | Set 5 | Totaal |
| ------- | --------- | --------- | ----- | --------- | ----- | ----- | ----- | ----- | ----- | ------ |
| 24 juni | 15:00 uur | Polen     | 3 - 0 | Slowakije | 25-16 | 25-23 | 25-19 | -     | -     | 75-58  |
| 24 juni | 17:00 uur | Turkije   | 1 - 3 | Bulgarije | 26-24 | 19-25 | 17-25 | 20-25 | -     | 82-99  |
| 24 juni | 21:00 uur | Frankrijk | 0 - 3 | Rusland   | 23-25 | 23-25 | 22-25 | -     | -     | 68-75  |
| 24 juni | 23:00 uur | Servië    | 0 - 3 | Duitsland | 24-26 | 24-26 | 17-25 | -     | -     | 65-77  |

### Halve finales
| Datum   | Tijd      | Team 1  | Score | Team 2    | Set 1 | Set 2 | Set 3 | Set 4 | Set 5 | Totaal |
| ------- | --------- | ------- | ----- | --------- | ----- | ----- | ----- | ----- | ----- | ------ |
| 26 juni | 21:30 uur | Polen   | 2 - 3 | Bulgarije | 14-25 | 25-19 | 22-25 | 25-23 | 13-15 | 99-107 |
| 26 juni | 19:00 uur | Rusland | 1 - 3 | Duitsland | 17-25 | 25-18 | 18-25 | 18-25 | -     | 78-93  |

### Derde plaats
| Datum   | Tijd      | Team 1 | Score | Team 2  | Set 1 | Set 2 | Set 3 | Set 4 | Set 5 | Totaal |
| ------- | --------- | ------ | ----- | ------- | ----- | ----- | ----- | ----- | ----- | ------ |
| 28 juni | 12:30 uur | Polen  | 1 - 3 | Rusland | 24-26 | 25-23 | 23-25 | 23-25 | -     | 95-99  |

### Finale
| Datum   | Tijd      | Team 1    | Score | Team 2    | Set 1 | Set 2 | Set 3 | Set 4 | Set 5 | Totaal |
| ------- | --------- | --------- | ----- | --------- | ----- | ----- | ----- | ----- | ----- | ------ |
| 28 juni | 15:00 uur | Bulgarije | 1 - 3 | Duitsland | 16-25 | 18-25 | 31-29 | 21-25 | -     | 104-86 |

## Eindklassering
| Plaats | Land      | NOC | Goud | Zilver | Brons | Totaal |
| ------ | --------- | --- | ---- | ------ | ----- | ------ |
| 1      | Duitsland | GER | 1    | 0      | 0     | 1      |
| 2      | Bulgarije | BUL | 0    | 1      | 0     | 1      |
| 3      | Rusland   | RUS | 0    | 0      | 1     | 1      |